# Episode
Pour le film autrichien, voir Episode (film).
Albums de Stratovarius
Fourth Dimension
(1995) Visions
(1997)
Episode est le cinquième album du groupe finlandais de power metal Stratovarius, publié le 22 avril 1996 par Noise Records.

## Liste des chansons
Toute la musique est composée par Timo Tolkki.
| No  | Titre                                      | Durée |
| --- | ------------------------------------------ | ----- |
| 1.  | Father Time                                | 5:01  |
| 2.  | Will the Sun Rise?                         | 5:06  |
| 3.  | Eternity                                   | 6:55  |
| 4.  | Episode                                    | 2:01  |
| 5.  | Speed of Light                             | 3:03  |
| 6.  | Uncertainty                                | 5:59  |
| 7.  | Season of Change                           | 6:56  |
| 8.  | Stratosphere                               | 4:51  |
| 9.  | Babylon                                    | 7:09  |
| 10. | Tomorrow                                   | 4:51  |
| 11. | Night Time Eclipse                         | 7:58  |
| 12. | Forever                                    | 3:06  |
| 13. | When The Night Meets The Day (Bonus Track) | 5:28  |